# Stichelia cuneifascia
Stichelia cuneifascia är en fjärilsart som beskrevs av Jose Francisco Zikán 1946. Stichelia cuneifascia ingår i släktet Stichelia och familjen Riodinidae. Inga underarter finns listade i Catalogue of Life.